# Semper fidelis

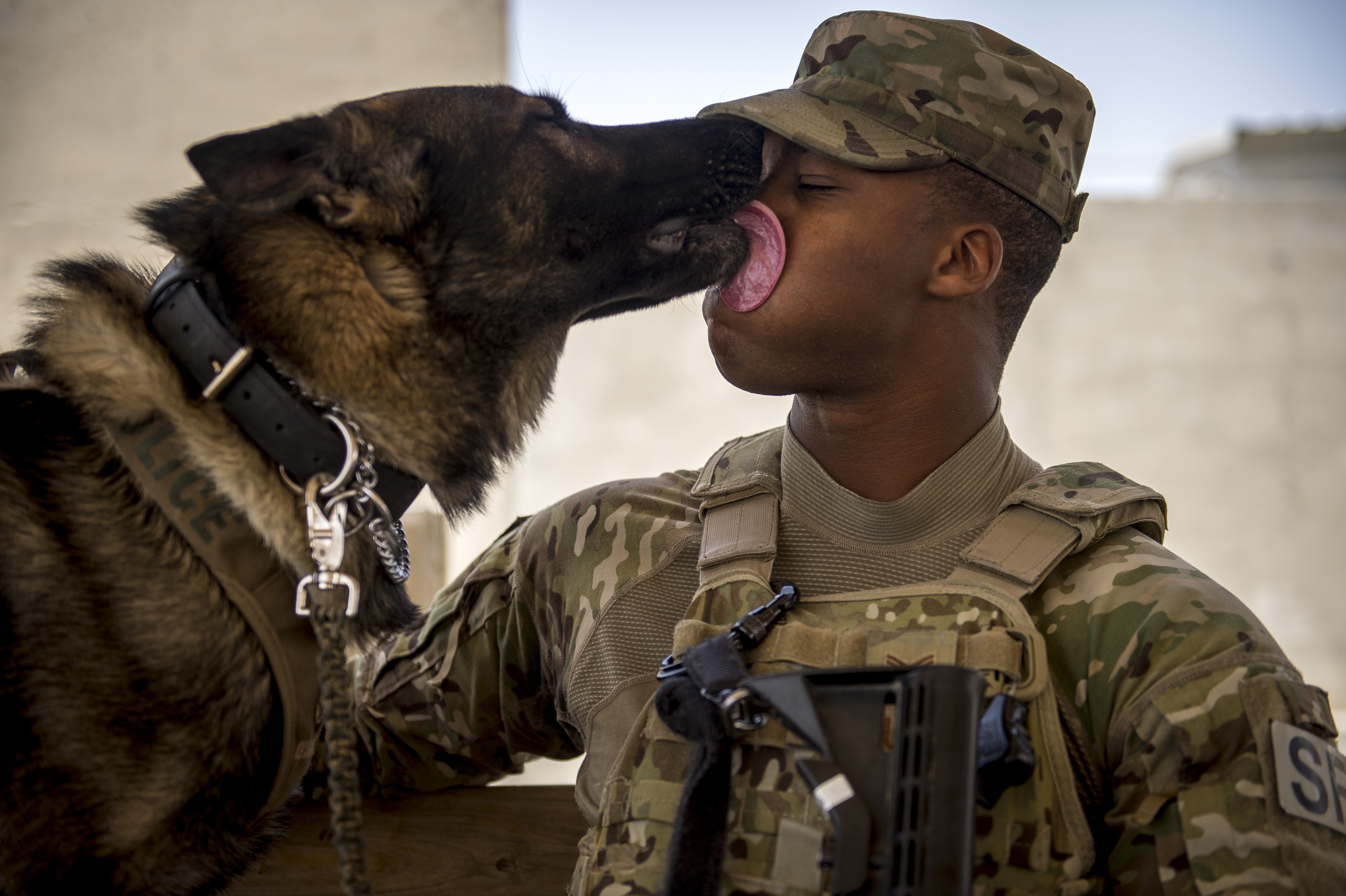
Hundar är kända för sin lojalitet. En schäfer som pussar en amerikansk luftvärnssergeant.

Semper fidelis är en latinsk fras som betyder "alltid trofast" eller "alltid lojal" och används som motto i USA:s marinkår, nedkortat till Semper fi. Det används även som motto för städer, familjer, skolor och militärförband.
Det tidigaste noterade användningen av semper fidelis är som motto för den franska staden Abbeville sedan 1369. Det har även använts av andra städer, såväl som diverse europeiska familjer sedan 1500-talet och möjligen sedan 1400-talet eller tidigare.
Den tidigaste noterade användningen av semper fidelis av ett militärförband är hertigen av Beauforts regemente till fot, som bildades i sydvästra England 1685. Detta är uppenbarligen relaterat till dess användning som motto av staden Exeter sedan 1660. Därefter har flera militärorganisationer antagit mottot.